# Abocador del Garraf
L'abocador del Garraf, també conegut com a abocador del Massís del Garraf o, més recentment, dipòsit controlat de la Vall de Joan, és un abocador d'escombraries clausurat. Situat en els termes de Begues i Gavà, a la comarca del Baix Llobregat, geogràficament comprèn la Vall de Joan y el Fons de Terradelles, al Massís del Garraf.
És un dels abocadors més grans d'Europa i que va estar actiu durant 32 anys, des del 1974 fins al 2006. S'estima que hi ha uns 27 milions de tones de brossa acumulats al dipòsit. I la planta de desgasificació i aprofitament energètic del biogàs que es genera a l'abocador treballarà durant 25 anys fins que es deixin d'emetre aquests gasos.
L’emplaçament de l’abocador, sense cap impermeabilització previa, en un massís calcari ple d'avencs, s'ha demostrat el més desfavorable de tots els que es podien haver escollit. Així, l'abocador constitueix el focus i origen de la contaminació severa de l'aqüífer del Garraf, donada la infiltració de lixiviats en les aigües subterrànies que arriben fins al mar per la surgència de la Falconera. També s'ha constatat la incidència de gasos en les cavitats càrstiques de la zona.